# Giản
Giản (锏) là một thứ vũ khí trong thập bát ban võ nghệ. Giản theo như gốc tích ban đầu là một cây roi bằng tre hoặc cành gỗ, có chiều dài khoảng 60–70 cm. Về sau thì người ta còn dùng giản làm bằng kim loại.

## Cách tạo giản
Que giản đơn giản cần được tạo ra từ nguyên liệu đơn giản nhưng bền, có thể làm bằng thân cây song mật, loại thân này khá dai, bền nên chịu tác động khá tốt, lại có thể nắn cong thẳng dễ dàng. Người mới tập giản thì nên tạo que giản có đường kính khoảng 1,2–2 cm. Chiều dài que giản cần đo là 70 cm. Đầu ngọn que giản nên dùng lửa hơ cho nóng và nắn hơi cong lại. Đầu đốc của giãn thì cần khoan 1 lỗ nhỏ, qua lỗ đó sẽ tạo 1 vòng dây vừa cổ tay để thuận tiện hơn cho luyện tập (thường thì tay sẽ ra mồ hôi nhiều và những động tác vung giãn sẽ khó khăn, dễ làm rơi mất giản).
Khi đã tập thạo với cây giãn đơn giản rồi thì có thể tập với loại giãn cứng hơn, bằng kim loại hoặc gỗ, nhưng cũng chỉ dài khoảng 60–70 cm là vừa, và giãn có thể thẳng, không cần cong như que giãn đơn giản.

## Sử dụng
Trong võ thuật, người ta dùng độc giản (một que giản) hoặc song giản (2 que giản), thường thì song giản được sử dụng nhiều hơn. Song giản thường nguy hiểm hơn trường côn rất nhiều, nó lại linh động không kém gì đoản côn.